# Lager Wolterdingen
Das Lager Wolterdingen war ein Lager im Zweiten Weltkrieg, das als Unterkunft für Soldaten und Zivilisten genutzt wurde. Es lag in Wolterdingen, einem Ortsteil der Stadt Soltau in Niedersachsen.
Das Lager wurde 1934 auf Anordnung der SA aus Berlin errichtet, es sollte als Sportlager dienen und 600 bis 700 Insassen Unterkunft bieten. Es stand in der Tradition der Volkssportschulen.
Bereits 1935 übernahm die SS das Gelände. Bis zu ihrer Verlegung nach Radolfzell am 29. Juli 1937 war hier die SS-Verfügungstruppe III./SS Germania stationiert. Von August 1937 bis zum Frühjahr 1938 wurde das Lager von der I./SS Germania aus Veddel genutzt. Ab 1938 fanden in Wolterdingen etwa ein Jahr lang Landwehrübungen verschiedener Truppen statt. Durchschnittlich lebten in diesem Zeitraum 1.200 Insassen im Lager. Im Anschluss wurde das Gelände bis November 1940 von der Marinestammabteilung Nord genutzt, die hier zwischen 2.000 und 4.000 Mann auf eine mögliche Landung in England vorbereitete. Die nächsten knapp drei Jahre wurden im Lager Panzerjäger und Pioniere aus Munster untergebracht.
Nach schweren Bombenangriffen in Hamburg fanden hier auch bis zu 150 Zivilisten eine provisorische Unterkunft. Bis zum Kriegsende wurde das Gelände weiter durch die Wehrmacht genutzt.
Für zwei Tage im April 1945 war das Lager Armeestabsquartier, hier wurde eine Vereinbarung zwischen deutschen und britischen Offizieren getroffen, die das Gebiet des KZ Bergen-Belsen als neutral definierte.
Nach Kriegsende diente das Lager als Durchgangsstation für Flüchtlinge, heimkehrende Zwangsarbeiter und für die von den Alliierten befohlene Entnazifizierung und -militarisierung heimkehrender Kriegsteilnehmer, zum Teil noch bis 1960.
Heute sind kaum noch Gebäude des ehemaligen Lagers erhalten geblieben. Die Baracken befinden sich in Privatbesitz. Das Lager Wolterdingen lag in unmittelbarer Nähe zum Lager Soltau, einem Kriegsgefangenenlager im Ersten Weltkrieg.

## Quelle
- Lager Wolterdingen bei geschichtsspuren.de (vormals lostplaces.de)

Koordinaten: 53° 1′ 7″ N, 9° 51′ 45″ O